# Maurício Rocha e Silva
Maurício Oscar da Rocha e Silva  (ur. 19 września 1910 roku w Rio de Janeiro, zm. 19 grudnia 1983 w Ribeirão Preto) – brazylijski lekarz, farmakolog, naukowiec. Odkrył bradykininę, endogenny polipetyd biorący udział w regulacji ciśnienia tętniczego i skurczu mięśni gładkich.

## Życiorys
Był synem psychiatry, João Olavo da Rocha e Silvy. Studiował na wydziale medycznym University of Brazil. Po uzyskaniu dyplomu przeniósł się w 1937 do São Paulo, gdzie został zatrudniony w Instituto Biológico, stanowej organizacji badawczej. Między 1940 a 1941, po otrzymaniu grantu z John Simon Guggenheim Memorial Foundation, studiował w Londynie. Pracował tam m.in. z Heinzem Schildem na University College London. W 1942 powrócił do Instituto Biológico, kontynuując swoje badania nad rolą histaminy zawartej w jadach zwierzęcych. Niebawem został kierownikiem wydziału biochemii i farmakodynamiki, którą funkcję sprawował do 1957. W roku tym został kierownikiem Departamentu Farmakologii właśnie utworzonego Wydziału Medycznego w Ribeirão Preto, będącego filią Uniwersytetu w São Paulo. Pozycję tę piastował aż do 1980. W niedługim czasie stan jego zdrowia bardzo się pogorszył. Zmarł 19 grudnia 1983 w wieku 73 lat.
Rocha e Silva był jednym z najwybitniejszych naukowców we współczesnej historii Brazylii. W 1948, razem z grupą naukowców (wśród których byli m.in. José Reis, Paulo Sawaya czy Gastão Rosenfeld) założył Sociedade Brasileira para o Progresso da Ciência (SBPC – Brazilian Society of the Advancement of Science), towarzystwo naukowe podobne do funkcjonujących w Wielkiej Brytanii, czy Stanach Zjednoczonych. Trzykrotnie piastował funkcję przewodniczącego SBPC, zostając następnie jego dożywotnim, honorowym prezydentem. Był również założycielem w 1957 Sociedade Brasileira de Fisiologia – brazylijskiego towarzystwa fizjologicznego, oraz Brazilian Society of Pharmacology and Experimental Therapeutics w 1966 (którego był przewodniczącym w latach 1966-1981). W 1967 został uhonorowany Moinho Santista Award, w ówczesnym czasie najwyższą brazylijską nagrodą naukową. Był także wiceprzewodniczącym International Union of Pharmacology.

## Praca

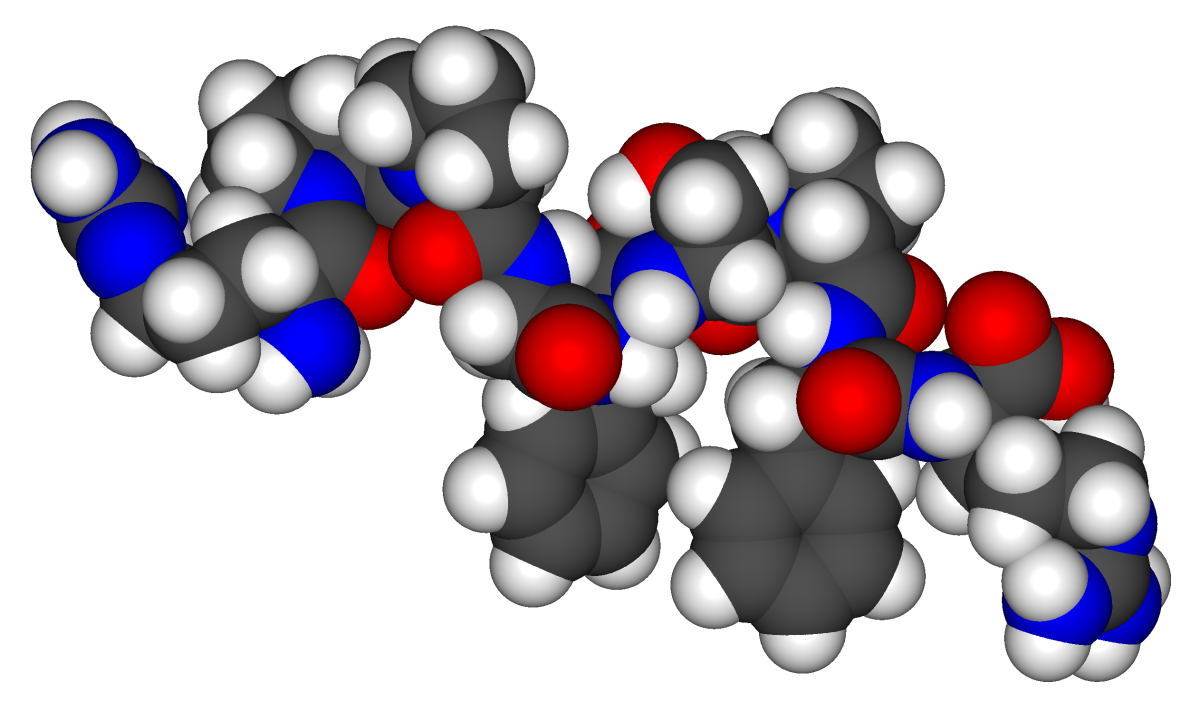
Model strukturalny bradykininy.

Razem z Wilsonem Teixeirą Beraldo i Gastão Rosenfeldem zaobserwował w 1948 silne, hipotensyjne działanie bradykininy. Została ona odkryta w surowicy zwierząt, którym wstrzyknięto jad żmii Bothrops jararaca (został on dostarczony przez Rosenfelda z Instytutu Butantan z São Paulo). Odkrycie było częścią badań na temat zaburzeń krążenia występujących po ukąszeniu przez jadowite węże, które zostały zapoczątkowane przez Rochę e Silvę na początku 1939. Zgodnie z biografem Rochy e Silvy – B.J. Hagwoodem:

Odkrycie bradykininy doprowadziło do zrozumienia wielu fizjologicznych i patologicznych zjawisk związanych z wstrząsem spowodowanym jadem i toksynami.

Odkrycie bradykininy zostało wykorzystane w praktyce przez jednego z jego współpracowników z Ribeirão Preto – Sérgio Henrique Ferreiry, który odkrył BPF (bradykinin potentiating factor) w jadzie żmii. BPF znacznie zwiększał siłę i czas trwania rozkurczu naczyń i konsekwencji większy spadek ciśnienia. Na bazie tych badań naukowcy z firmy Squibb wynaleźli nową generację leków hipotensyjnych – inhibitory konwertazy angiotensyny.
Rocha e Silva posiadał także wiele pozamedycznych zainteresowań. Był amatorskim pisarzem i malarzem. Był jednym z założycieli Ciência e Cultura, magazynu naukowego SBPC.